# The Last Witch Hunter
The Last Witch Hunter er et amerikansk actioneventyr fra 2015. Filmen er instrueret af Breck Eisner, skrevet af Cory Goodman, Matt Sazama og Burk Sharpless, og har Vin Diesel i hovedrollen.

## Medvirkende
- Vin Diesel som Kaulder
- Rose Leslie som Chloe
- Elijah Wood som Dolan den 37.
- Michael Caine som Dolan den 36.
- Julie Engelbrecht som Heksedronning
- Rena Owen som Glaeser
- Ólafur Darri Ólafsson som Belial
- Isaach De Bankolé som Schlesinger
- Lotte Verbeek som Helena
- Joseph Gilgun som Ellic
- Michael Halsey som Grosette
- Inbar Lavi som Sonia
- Bex Taylor-Klaus som Bronwyn
- Allegra Carpenter som Fatima
- Dawn Olivieri som Nik
- Aimee Carrero som Miranda